# Notiocoelotes lingulatus
Notiocoelotes lingulatus là một loài nhện trong họ Agelenidae.
Loài này thuộc chi Notiocoelotes. Notiocoelotes lingulatus được Jia-Fu Wang, Yajun Xu & S. Q. Li miêu tả năm 2008.